# Шарнгорст, Константин Васильевич
Константин Васильевич Шарнгорст (27 февраля 1846 года, Санкт-Петербург — 4 апреля 1908 года, Эзельский уезд) — русский топограф, геодезист и картограф, генерал-лейтенант Русской императорской армии.
Известен своими астрономо-геодезическими работами по исследованию Туркестана и Сибири. Действительный член Императорского Русского географического общества, удостоен Константиновской медали (1876). Заслуженный ординарный профессор Николаевской академии Генерального штаба (1893).

## Биография
Родился 27 февраля 1846 года в Санкт-Петербурге в семье бывшего начальника Главного инженерного училища генерал-лейтенанта Василия Львовича Шарнгорста. В детстве получил от отца домашнее образование в математике, географии, немецком и французском языках. В 14 лет поступил сразу в четвёртый класс Пажеского корпуса.
23 мая 1864 года окончил Пажеский корпус первым в списках с занесением его имени на мраморную доску, произведён в прапорщики с зачислением в лейб-гвардии Гатчинский полк. В 1866 году поступил на геодезическое отделение Николаевской академии Генерального штаба. После двух курсов академии прошёл двухгодичную практику на Пулковской обсерватории.
28 ноября 1870 года произведён в капитаны с переводом геодезистом в Корпус военных топографов. Назначен состоять по Государственной съёмке. В 1871 году назначен производителем астрономических работ Военно-топографического отдела Туркестанского военного округа.
В 1873 году назначен для определения разности долгот Москвы и Казани и выполнения астрономических работ в Сибири. В 1877 году назначен помощником начальника Геодезического отделения Военно-топографического отдела Главного штаба, в 1878 году — помощником начальника Картографического заведения Военно-топографического отдела.
С 1878 года — адъюнкт-профессор геодезии Николаевской академии Генерального штаба. 19 марта 1882 года назначен профессором, а 7 августа 1890 года — ординарным профессором этой академии. 15 октября 1883 года переведён в Генеральный штаб, а 30 августа 1885 года произведён в генерал-майоры. 23 июля 1893 года избран заслуженным ординарным профессором Николаевской академии Генерального штаба.
С 11 июня 1891 года — вновь помощник начальника Картографического заведения Военно-топографического отдела Главного штаба. 14 мая 1896 года произведён в генерал-лейтенанты. 3 мая 1897 года назначен редактором карт Военно-топографического управления Главного штаба (с 25 июня 1905 года — Военно-топографического управления Главного управления Генерального штаба).
В 1901 году провёл успешные переговоры в Берлине с прусским правительством о создании общей карты границы России и Пруссии.
Скончался от дифтерии 4 апреля 1908 года в имении своего зятя на острове Эзель.

## Научная деятельность
За время службы осуществил обширные астрономо-геодезические работы.
В 1871 году по дороге в Туркестан провёл магнитные наблюдения в Самаре и Казалинске, с 3 октября начал астрономические наблюдения в Туркестане. Участвовал в определении точных широты и долготы Ташкента, а также триангуляции города и окрестностей. Основал в Ташкенте метеорологическую станцию, организовав систематические метеорологические наблюдения. В ходе хронометрической экспедиции в Самарканд определил положение шести астрономических пунктов между Ташкентом и Самаркандом. В ходе 750-километрового перехода из Джизака в Казалинск (форт № 1) определил положение двенадцати пунктов. С помощью магнитных инструментов определил все элементы земного магнетизма в 28 пунктах Туркестана.
В 1872 году, состоя астрономом при посольской миссии к правителю Йеттишара Якуб-беку, определил географическое положение нескольких пунктов на Тянь-Шане и долготы Кашгара и Нарына. По итогам этих наблюдений в том же году удостоен малой серебряной медали Русского географического общества.
С 1873 по 1876 год совместно с П. П. Кульбергом участвовал в определении по телеграфу разностей долгот на протяжении 103° между Московской обсерваторией и Казанью, Екатеринбургом, Омском, Томском, Канском, Иркутском, Читой, Сретенском, Албазиным, Благовещенском, Хабаровкой, Николаевском и Владивостоком. В 1875 году совместно с А. Р. Бонсдорфом определил разность долгот Ташкент — Омск.
Результаты этой экспедиции, напечатанные в 37 томе «Записок Военно-топографического отдела Главного штаба», вызвали большой интерес у специалистов, а сам Шарнгорст в 1876 году был удостоен высшей награды Русского географического общества — Константиновской медали.
Назначенный в 1897 году редактором карт, приступил с двумя помощниками-вычислителями к обработке, пересчёту и сведению всех выполненных к тому времени в Российской империи триангуляций. В течение 10 лет было перевычислено 3236 пунктов триангуляции I класса и большое число пунктов триангуляции II класса в западной части империи. По итогам этих работ специальной комиссией было принято решение о несоответствии большинства триангуляций XIX века новым возросшим требованиям и о необходимости проведения новой сплошной триангуляции территории России (начата в 1910 году).
Вёл обширную преподавательскую деятельность. С 1876 года читал лекции по геодезии в Николаевской академии Генерального штаба. Преподавал астрономию и геодезию в Николаевской инженерной академии (1877—1901), космографию и аналитическую геометрию — в Александровском лицее (1896—1900).
Подготовил и издал курсы лекций, учебники и пособия по геодезии, математической географии, астрономии, космографии и тригонометрии, неоднократно переиздававшиеся. Издания по астрономии были рекомендованы Министерством народного просвещения для библиотек средних учебных заведений, а руководство «Математическая география для средних учебных заведений» было удостоено премии Императора Петра Великого от Учёного комитета Министерства народного просвещения. Также составил таблицы для вычисления геодезических широт, долгот и азимутов, переиздававшиеся и в советское время.
Являлся членом-учредителем Русского астрономического общества и активным членом Императорского Русского географического общества. С 1884 года участвовал в работе комиссии по изучению силы тяжести в Российской империи.

## Семья
В 1876 году женился на баронессе Луизе Ребиндер (1853—1880), дочери Отто Карла Ребиндера, тайного советника, полковника русской армии и губернатор уезда Хяме. 
В этом браке родились сын и дочь:
- Леони Шарлотта фон Шарнгорст (1877—1942, Финляндия), в замужестве баронесса Толль.
- Евгений Константинович фон Шарнгорст (1879—после 1938, Финляндия)[11].

В 1882 году женился на Констанции Эдуардовне фон Аммонд (1858—1941, Финляндия), дочери генерал-майора Эдуард Васильевич фон Аммондта,  бывшей фрейлине императрицы Марии Александровны, от которой имел сына и двух дочерей. 
- Дочь — Маргарет София фон Шарнгорст (1891—1976), в замуж. Нуберг. Ее муж — Бертель Бернхард Нюберг, государственный деятель Финляндии[12].

## Чины
- Вступил в службу 23 мая 1864 года[3]
- Прапорщик гвардии (23 мая 1864 года)
- Подпоручик гвардии (16 апреля 1867 года)
- Поручик гвардии (30 октября 1868 года)
- Штабс-капитан гвардии (20 апреля 1869 года)
- Капитан (28 ноября 1870 года)
- Подполковник (16 апреля 1872 года)
- Полковник (2 апреля 1875 года)
- Генерального штаба полковник (15 октября 1883 года)
- Генерального штаба генерал-майор (30 августа 1885 года)
- Генерального штаба генерал-лейтенант (14 мая 1896 года)

## Награды
Государственные:
- Орден Святого Станислава 2-й степени (1872 год)
- Орден Святого Владимира 4-й степени (1876 год)
- Орден Святой Анны 2-й степени (1879 год)
- Орден Святого Владимира 3-й степени (1882 год)
- Орден Святого Станислава 1-й степени (1888 год)
- Орден Святой Анны 1-й степени (1891 год)
- Орден Святого Владимира 2-й степени (1902 год)

Научные:
- Константиновская медаль (Русское географическое общество, 1876)[7]
- Малая серебряная медаль (Русское географическое общество, 1872)
- Премия имени императора Петра Великого (Министерство народного просвещения, 1896) — за учебники «Математическая география» и «Введение в астрономию» (2-е изд. — СПб., 1893)[13].

## Комментарии
1. ↑  В 1904 году была начата общая проверка пограничной линии между Россией и Германией от Балтийского моря до Австро-Венгрии. Первые две разграничительные конвенции были подписаны в 1912 (от Балтийского моря до реки Неман) и 1914 (от реки Неман до реки Писса) годах[4]. Начавшаяся Первая мировая война не позволила закончить эти работы.